# Kalletal
Kalletal är en kommun i Kreis Lippe i Regierungsbezirk Detmold i förbundslandet Nordrhein-Westfalen i Tyskland. Kommunen bildades 1 januari 1969 genom en sammanslagning av de tidigare kommunerna Asendorf, Bavenhausen, Bentorf, Brosen, Erder, Heidelbeck, Henstorf, Hohenhausen, Kalldorf, Langenholzhausen, Lüdenhausen, Osterhagen, Stemmen, Talle, Varenholz och Westorf .